# Jogos Mundiais de 2013
Os Jogos Mundiais de 2013 foram realizados na cidade de Cali, Colômbia. Esse evento é caracterizado pela presença de esportes reconhecidos pelo Comitê Olímpico Internacional, que não fazem parte do programa olímpico. Foi a primeira vez que este evento aconteceu em um país da América do Sul.

## Escolha da Sede
Em junho de 2008, a IWGA decidiu que as cidades alemãs de Duisburgo e Dusseldorf serian as sedes dos IX Jogos Mundiais. Porém, quatro meses depois, Duisburgo retirou sua nomeação por questões econômicas, obrigando a cidade de Dusseldorf a fazer o mesmo. Por conta disso, a IWGA foi obrigada a fazer uma votação para decidir a nova sede dos Jogos Mundiais de 2013.
No princípio, ela recebeu a candidatura não-oficial de sete cidades: Cancún, Cali, Johannesburgo, Moscou, Nagoya, Recife e São Petersburgo. Em maio de 2009, três destas cidades se candidataram oficialmente: Cali, Johannesburgo e São Petersburgo. Assim, no final de 2009 foi feita a eleção (conforme gráfico abaixo). Assim, o Comitê Ejecutivo de la IWGA confirmou a cidade de Cali como a sede dos jogos graças a  dirigência desportiva do país, involucrada en las gestiones diplomáticas teniendo en cuenta que existen los escenarios completos y que algunos solo necesitan refacciones.
| Cali            | 26 | 46 | 66 |
| Johannesburgo   | 28 | 29 | 32 |
| São Petersburgo | 22 | 20 | -  |
| Total de Votos  | 76 | 95 | 98 |

## Países Participantes
| - Afeganistão (1) - Argélia (2) - Argentina (65) - Aruba (15) - Austrália (87) - Áustria (44) - Azerbaijão (5) - Bielorrússia (15) - Bélgica (59) - Bermudas (1) - Bolívia (4) - Brasil (74) - Bulgária (6) - Canadá (90) - Catalunha (?) - Chile (42) - China (105) - Colômbia (204) País-Sede - Costa Rica (8) - Croácia (18) - Cuba (19) - Chéquia (71) - Dinamarca (16) - República Dominicana (7) - Equador (16) | - Egito (17) - El Salvador (2) - Estónia (7) - Etiópia (1) - Finlândia (10) - França (157) - Alemanha (146) - Grécia (2) - Guatemala (4) - Guiana (1) - Hong Kong (?) - Hungria (53) - Índia (12) - Indonésia (8) - Irão (17) - Irlanda (26) - Israel (11) - Itália (102) - Jamaica (1) - Japão (76) - Jordânia (1) - Cazaquistão (2) - Coreia do Sul (45) - Kuwait (1) - Letônia (35) - Lituânia (8) | - Luxemburgo (2) - Macau (?) - Macedônia do Norte (1) - Malásia (13) - Malta (3) - Ilhas Maurícias (1) - México (37) - Moldávia (?) - Mónaco (3) - Mongólia (18) - Montenegro (3) - Marrocos (3) - Namíbia (1) - Países Baixos (78) - Nova Zelândia (24) - Nicarágua (2) - Noruega (28) - Paquistão (1) - Peru (3) - Filipinas (5) - Polónia (33) - Portugal (36) - Porto Rico (3) - Catar (10) - Roménia (12) | - Rússia (149) - Senegal (1) - Sérvia (4) - Singapura (?) - Eslováquia (17) - Eslovênia (10) - República da África do Sul (41) - Espanha (37) - Suécia (52) - Suíça (77) - Síria (1) - Taipé Chinesa (?) - Tailândia (11) - Trinidad e Tobago (?) - Tunísia (?) - Turquia (8) - Ucrânia (90) - Emirados Árabes Unidos (2) - Reino Unido (102) - Estados Unidos (137) - Uruguai (24) - Venezuela (88) - Vietname (9) |

## Modalidades
Legenda 1: Entre parentêsis, o número de medalhas de ouro distribuídas pela modalidade.

Legenda 2: Em itálico, as modalidades de apresentação. Ou seja, suas medalhas não contam para o quadro de medalhas oficial do evento.
| Dança e arte - Dança esportiva (3) - Ginástica acrobática (10) - Ginástica aeróbica (7) - Ginástica de trampolim (4) - Ginástica rítmica (3) - Patinação artística (4) Esportes com bola - Caiaque polo (2) - Corfebol (1) - Futebol de salão (1) - Handebol de praia (2) - Punhobol (2) - Raquetebol (2) - Rugby sevens (1) (Última aparição em Jogos Mundiais. A partir de 2016, fará parte do cronograma oficial das Olimpíadas) - Softbol (1) - Squash (2) - Tchoukball (2) | Artes marciais - Caratê (12) - Jiu-jitsu (13) - Sumô (8) - Wushu (17) Esportes de precisão - Bilhar (4) - Boliche (3) - Boules (8) - Tiro com arco (7) Esportes de força - Cabo de guerra (3) - Fisiculturismo - Levantamento de peso (8) | Esportes de resistência ou velocidade - Duatlo (2) - Patinação inline de velocidade (8) Esportes de orientação - Barco Dragão - Hóquei sobre patins inline (1) - Natação com nadadeiras (10) - Orientação (5) - Salvamento (16) - Ultimate frisbee (1) Esportes de Vanguarda - Paraquedismo (3) - Escalada (4) - Esqui aquático (8) |

Nota:Em itálico: Esportes de demonstração. Ou seja, não fazem parte do cronograma oficial dos Jogos, e suas medalhas não são computadasno quadro de medalhas oficial do evento.

### Jardim do Sport
Nas cidades vizinhas de Guadalajara de Buga e Jamundí realizou o evento o "Jardim do Sport". Este evento teve lugar para essas disciplinas podem ter um espaço em futuros jogos.
Em Guadalajara de Buga ocorreu duas dessas quatro competências:
- Prefeito Coliseu - Futsal (regras de AMF) , Kudo Masculino e Feminino.

Em Jamundí foram realizados dois outros eventos:
- Abundante e Coliseum Square - Frontball
- Estádio Cacique - Hapkido

### Estatísticas
| Eventos Oficiais | Total medalhas |
| ---------------- | -------------- |
| Masculinos       | 76             |
| Femininos        | 70             |
| Misto            | 17             |
| Total            | 163            |

| Eventos de Demonstração | Total medalhas |
| ----------------------- | -------------- |
| Masculinos              | 17             |
| Femininos               | 14             |
| Misto                   | 0              |
| Total                   | 31             |

## Calendário
- Calendário Oficial

     Esportes de Demonstração

| OC | Cerimônia de Abertura | ● | Competições | 1 | Finais | CC | Cerimônia de Encerramento |

| Julho/Agosto 2013                                                       | 25 Qui | 26 Sex | 27 Sab | 28 Dom | 29 Seg | 30 Ter | 31 Qua | 01 Qui | 02 Sex | 03 Sab | 04 Dom | Medalhas Ouro |
| ----------------------------------------------------------------------- | ------ | ------ | ------ | ------ | ------ | ------ | ------ | ------ | ------ | ------ | ------ | ------------- |
| Cerimônias                                                              | OC     |        |        |        |        |        |        |        |        |        | CC     |               |
| Ginástica Acrobática                                                    |        |        |        | ●      | 4      | 4      | 2      |        |        |        |        | 10            |
| Ginástica Aeróbica                                                      |        |        |        |        |        |        |        | ●      | 3      | 4      |        | 7             |
| Paraquedismo                                                            |        |        |        |        |        | ●      | ●      | ●      | ●      | ●      | 3      | 3             |
| Artistic roller skating                                                 | ●      | ●      | 4      |        |        |        |        |        |        |        |        | 4             |
| Beach handball                                                          |        |        |        |        |        |        |        | ●      | ●      | ●      | 2      | 2             |
| Billiard sports                                                         | ●      | ●      | ●      | ●      | ●      | 4      |        |        |        |        |        | 4             |
| Boules sports                                                           |        |        |        | ●      | ●      | ●      | 8      |        |        |        |        | 8             |
| Bowling                                                                 |        |        |        |        |        |        | ●      | 1      | ●      | ●      | 2      | 3             |
| Canoe polo                                                              |        |        |        |        |        |        |        | ●      | ●      | 2      |        | 2             |
| Dancesport                                                              |        | ●      | 1      | 2      |        |        |        |        |        |        |        | 3             |
| Field archery                                                           |        | ●      | ●      | 3      | ●      | ●      | ●      | 4      |        |        |        | 7             |
| Finswimming                                                             | ●      | 5      | 5      |        |        |        |        |        |        |        |        | 10            |
| Fistball                                                                |        |        |        |        |        |        | ●      | ●      | ●      | ●      | 1      | 1             |
| Flying disc                                                             |        |        | ●      | ●      | ●      | 1      |        |        |        |        |        | 1             |
| Ju-jitsu                                                                |        |        |        | ●      | 7      | 6      |        |        |        |        |        | 13            |
| Karate                                                                  | ●      | 6      | 6      |        |        |        |        |        |        |        |        | 12            |
| Korfball                                                                |        |        |        |        |        | ●      | ●      | ●      | ●      | ●      | 1      | 1             |
| Lifesaving                                                              | ●      | 8      | 8      |        |        |        |        |        |        |        |        | 16            |
| Orienteering                                                            |        |        |        |        |        |        |        | ●      | 2      | 2      | 1      | 5             |
| Powerlifting                                                            |        |        |        |        | ●      | 3      | 3      | 2      |        |        |        | 8             |
| Racquetball                                                             |        | ●      | ●      | 2      |        |        |        |        |        |        |        | 2             |
| Rhythmic gymnastics                                                     | ●      | 2      | 1      |        |        |        |        |        |        |        |        | 3             |
| Roller inline hockey                                                    | ●      | ●      | ●      | ●      | ●      | 1      |        |        |        |        |        | 1             |
| Rugby sevens                                                            |        |        |        |        |        |        | ●      | ●      | 1      |        |        | 1             |
| Track speed skating                                                     |        |        |        |        |        | ●      | 2      | 2      | 4      |        |        | 8             |
| Sport climbing                                                          |        |        |        |        |        |        |        |        |        | 2      | 2      | 4             |
| Squash                                                                  |        |        |        |        |        |        |        | ●      | ●      | ●      | 2      | 2             |
| Sumo                                                                    | ●      | 6      | 2      |        |        |        |        |        |        |        |        | 8             |
| Trampoline gymnastics                                                   |        |        |        | ●      | 1      |        | 3      |        |        |        |        | 4             |
| Tug of war                                                              |        | ●      | 1      | 2      |        |        |        |        |        |        |        | 3             |
| Tumbling gymnastics                                                     |        |        |        | ●      |        | 2      |        |        |        |        |        | 2             |
| Waterskiing and Wakeboarding                                            | ●      | ●      | ●      | 4      | 4      |        |        |        |        |        |        | 8             |
| Total Medalhas de Ouro                                                  |        | 27     | 28     | 13     | 16     | 21     | 18     | 9      | 10     | 10     | 14     | 166           |
| Julho/Agosto 2013                                                       | 25 Thu | 26 Fri | 27 Sat | 28 Sun | 29 Mon | 30 Tue | 31 Wed | 01 Thu | 02 Fri | 03 Sat | 04 Sun | Medalhas Ouro |
| Canoe marathon                                                          |        |        |        |        |        |        |        | 3      | 3      |        |        | 6             |
| Duathlon                                                                | ●      | 1      | 1      |        |        |        |        |        |        |        |        | 2             |
| Softball                                                                | ●      | ●      | ●      | ●      | ●      | 1      |        |        |        |        |        | 1             |
| Road speed skating                                                      |        |        |        |        |        | ●      |        | 2      |        | 4      | 4      | 10            |
| Futebol de salão (AMF)                                                  |        | ●      | ●      | ●      | ●      | 1      |        |        |        |        |        | 1             |
| Wushu                                                                   |        |        |        |        |        |        |        | 1      | 7      | 3      | 6      | 17            |
| Total de medalhas de ouro                                               |        | 1      | 1      |        |        | 1      |        | 6      | 10     | 7      | 10     | 37            |
| Total de medalhas de ouro (Esportes de Demonstração e Programa Oficial) |        | 28     | 29     | 13     | 16     | 23     | 18     | 15     | 20     | 17     | 24     | 203           |

## Locais de Disputa

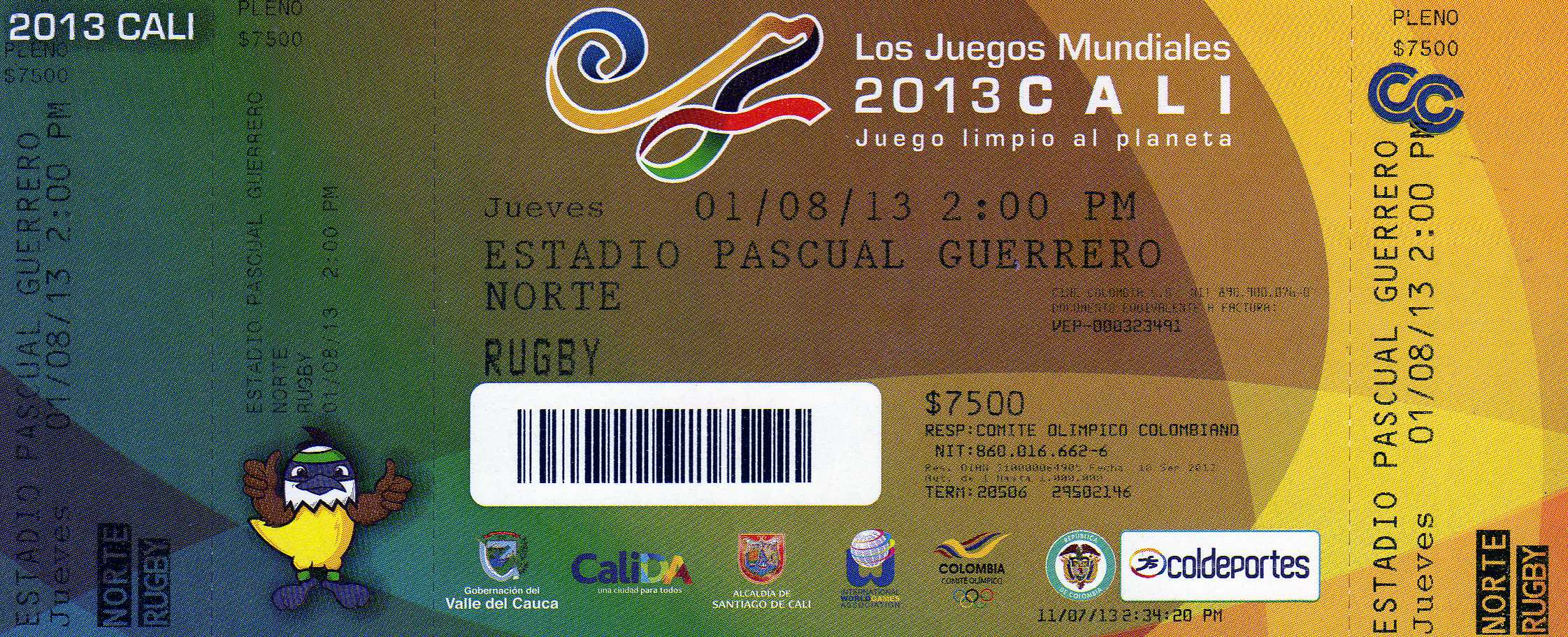
Ingresso para uma partida de Rugby 7.

### Unidades Deportivas
Unidad Deportiva Alberto Galindo
- Coliseo de Billar - Bilhar
- Coliseo de Bolos - Boliche
- Coliseo El Pueblo - Ginástica acrobática, Ginástica aeróbica, Ginástica rítmica, Ginática de Trampolim
- Exterior del Velódromo - Escalada
- Patinódromo Mundialista - Tiro com arco, Patinaje de carreras, Patinaje de velocidad
- Velódromo Alcides Nieto - Patinação artística

Unidad Deportiva Jaime Aparicio
- Coliseo de Hockey - Hockey em linha
- Coliseo de Tejo - Bochas
- Coliseo Mundialista - Korfball
- Diamante de Softball - Softball
- Piscinas Hernando Botero - Caiaque polo, Natação com nadadeiras, Salvamento

Unidad Deportiva San Fernando
- Coliseo Evangelista Mora - Jiu-Jitsu, Karate, Wushu
- Estádio Pascual Guerrero - Rugby 7, Ultimate Frisbee

### Cali
- Base Aérea Marco Fidel Suárez - Paraquedismo
- Colinas de San Antonio - Tiro com arco
- Coliseo Mariano Ramos - Levantamento de peso, Sumo
- Coliseo Alberto León Betancourt - Fisiculturismo
- Parque de la Caña - Tiro com arco
- Parque del Ingenio - Duatlo, Orientação
- Plaza de Toros de Cañaveralejo - Andebol de praia

### Fora de Cali
- Club Cañasgordas - Racquetball, Squash
- Club del Departamento - Orientação
- Club Los Andes - Esquí náutico, Maratón en Kayak
- Comfenalco Valle del Lili - Punhobol
- Ecoparque de la Salud - Orientação

#### EmBuga
Desfile das delegações.
Coliseo Mayor - Futebol de salão, Kudo.

#### EmJamundí
Estádio El Cacique - Hapkido

### Sedes de Treinamento
- Piscinas Alberto Galindo

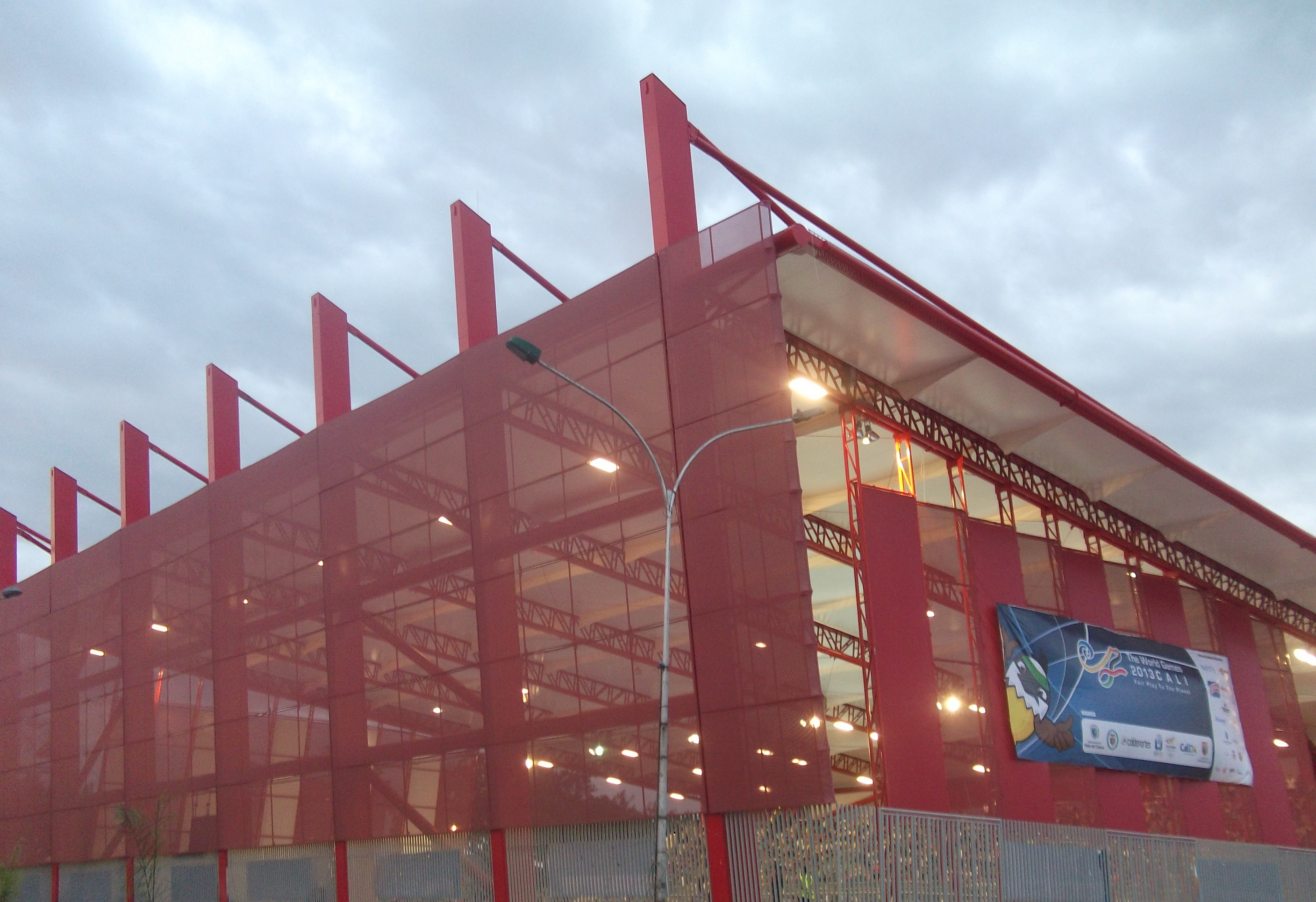
Coliseo de Hockey
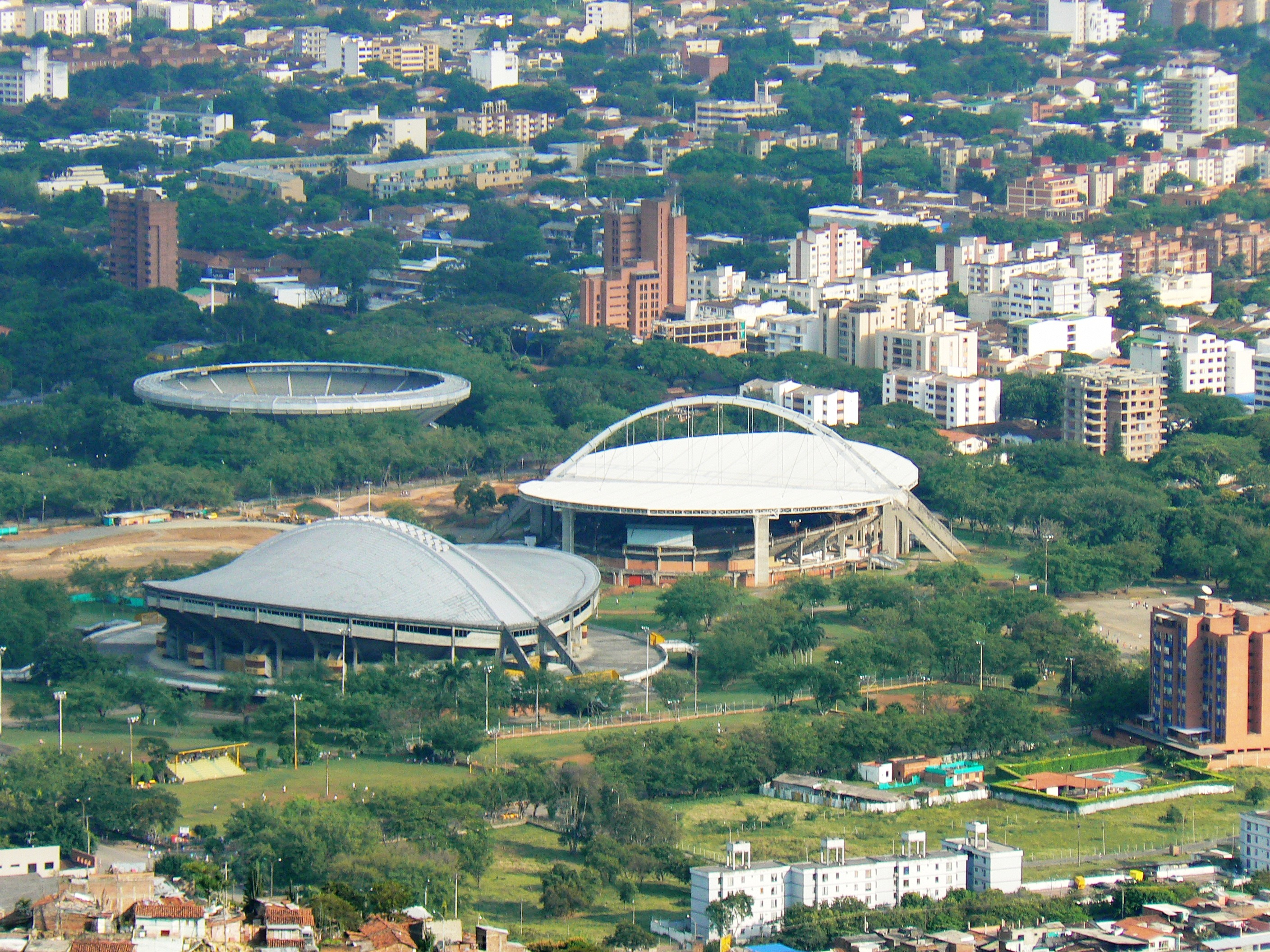
Unidad Deportiva Alberto Galindo
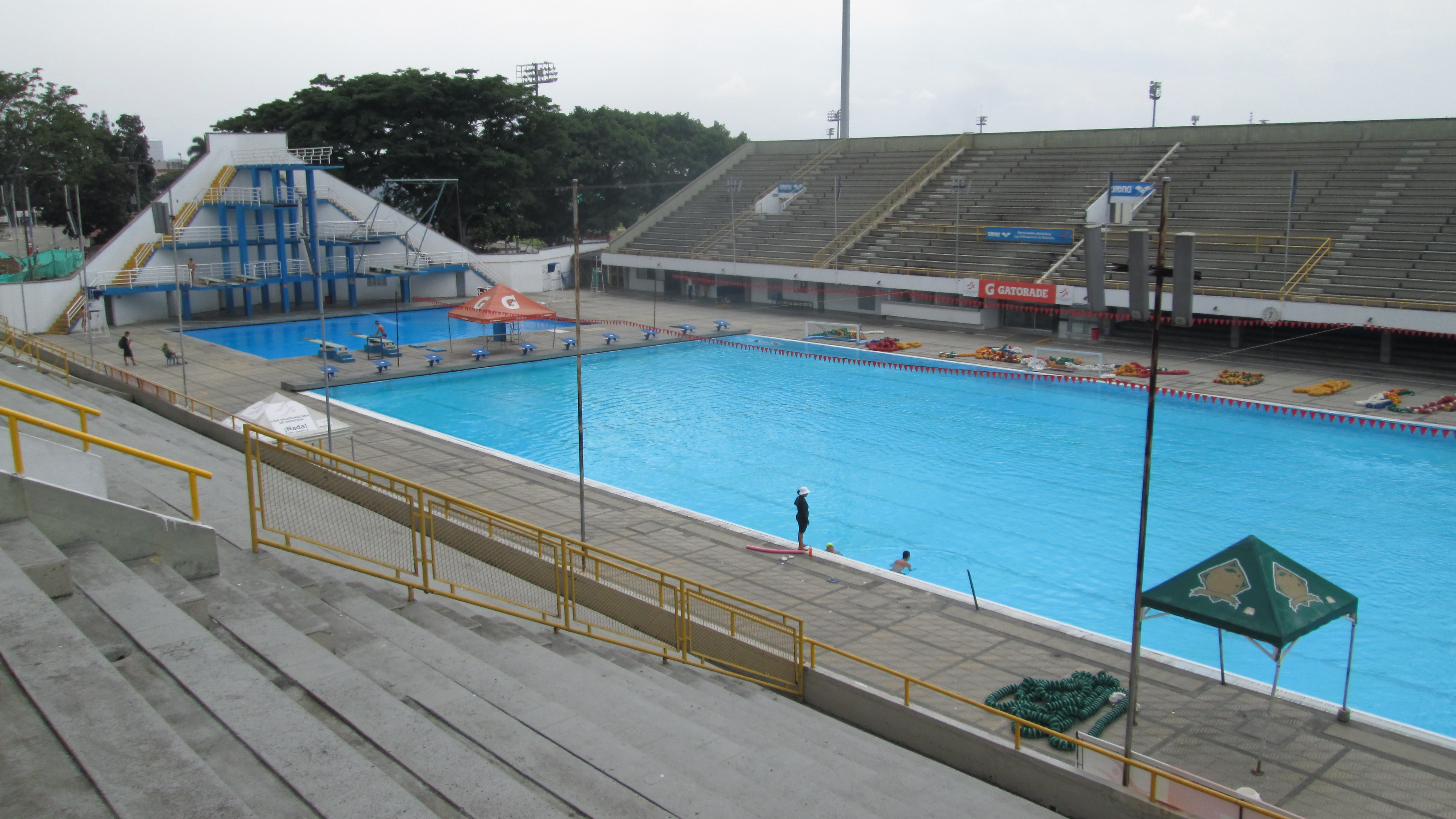
Piscinas Hernando Botero O'Byrne
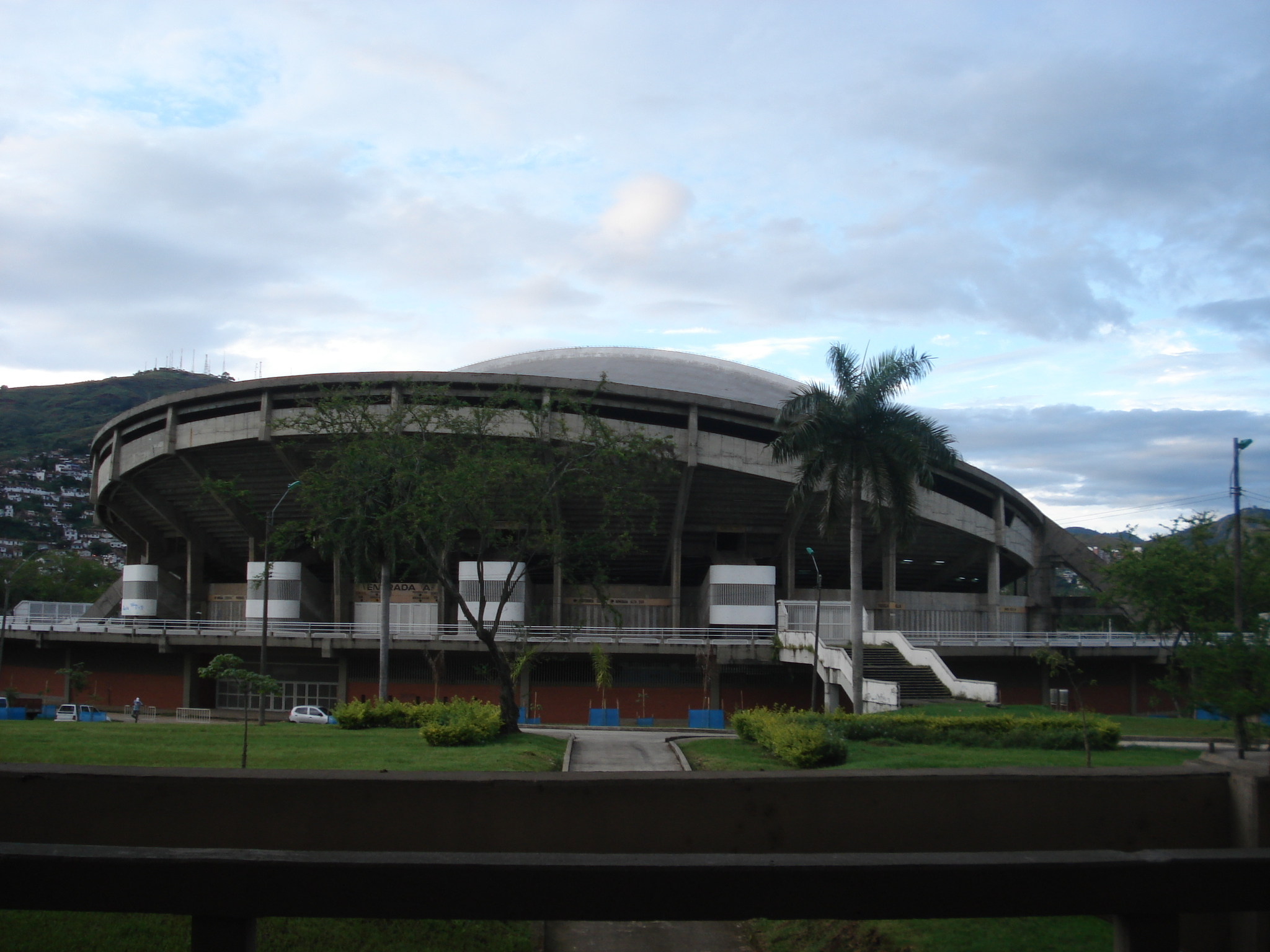
Coliseo El Pueblo
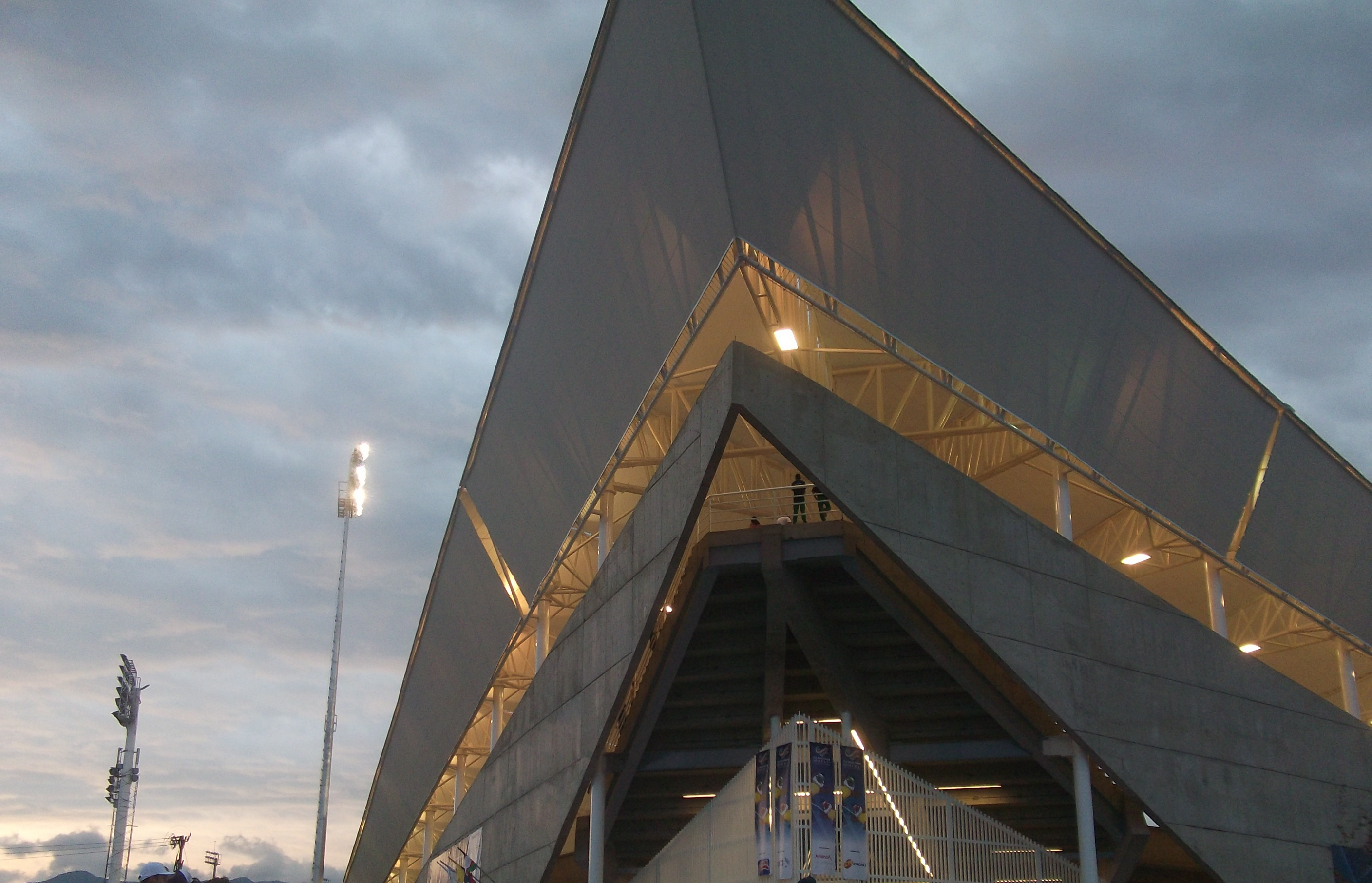
Diamante de Softball

## Críticas

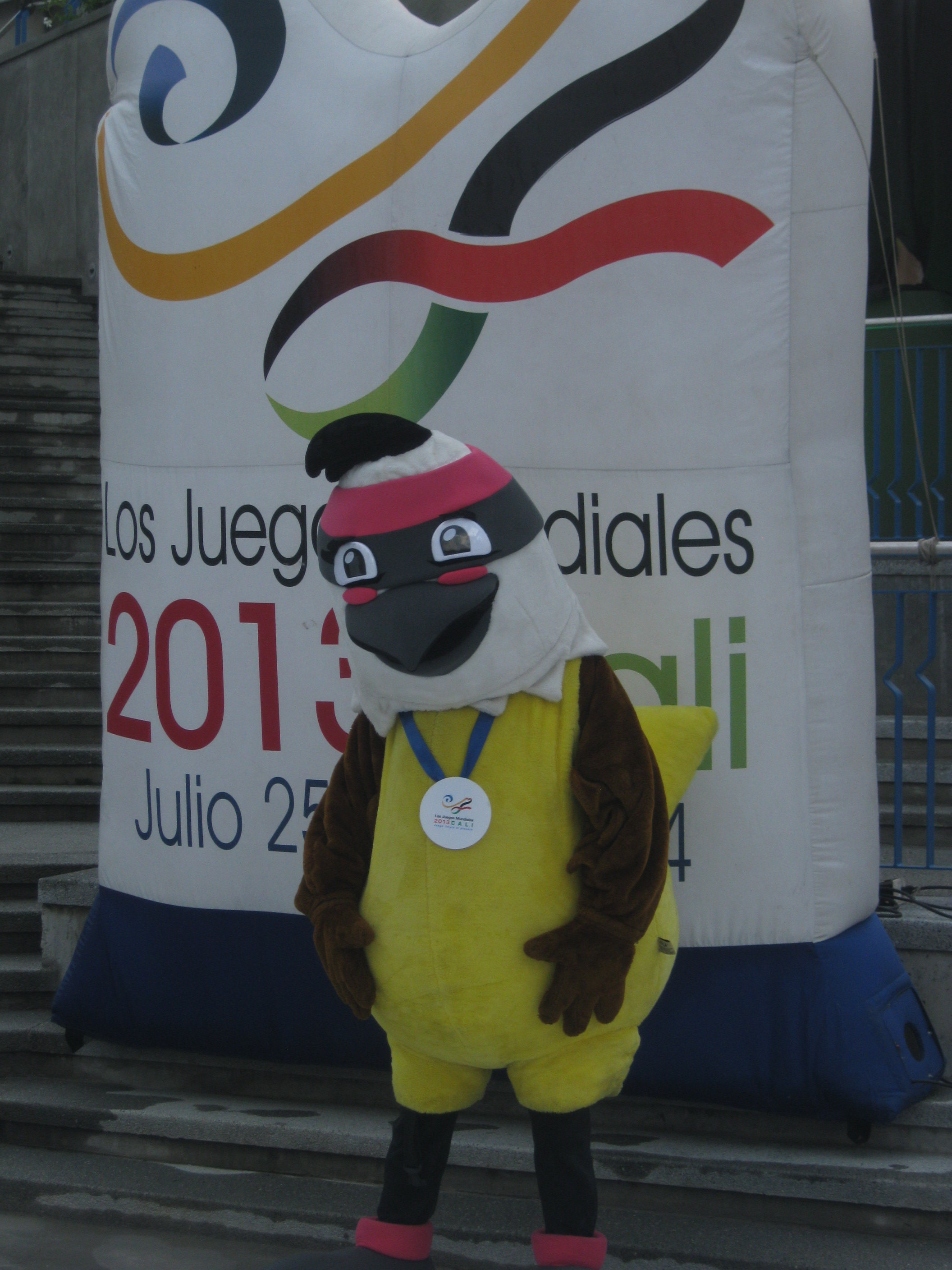
O bem-te-vi foi a mascote oficial dos Jogos Mundiais de 2013. Foi apelidado carinhosamente de Bichofué gritón

A FIG (Federação Internacional de Ginástica) reclamou das instalações e chegou a ameaçar até de impedir que as competições de ginástica artística e rítmica fossem realizadas.

## Mascote Oficial
A apresentação oficial da mascote dos Jogos se realizou no dia 20 de fevereiro de 2013, com as presenças de autoridades desportivas internacionais (Comitê Olímpico Internacional) e colombianas ("Coldeportes" e Comitê Olímpico Colombiano). Além deles, também estiveram presentes o prefeito da cidade de Cali e o Comite Organizador Local.
Como a Colômbia é o país com maior riqueza de aves (1.897 especies), decidiu-se eleger uma ave como a mascote dos jogos.

## Medalhas

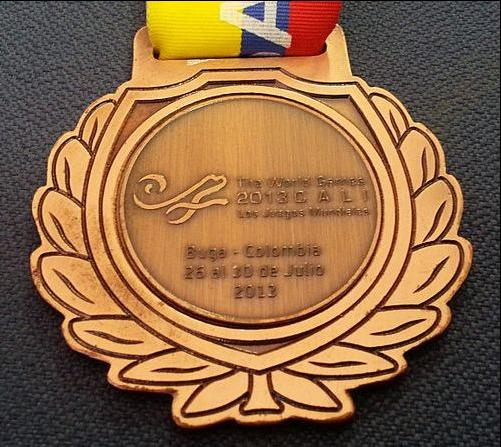
Foto da medalha de bronze

Todas as medalhas foram impressas com um erro. No lugar da inscrição “World Games”, as medalhas produzidas vinham com a inscrição “Word Games” (“Jogos da Palavra”, em tradução livre). Após os atletas premiados reclamarem do erro, a organização divulgou um comunicado pedindo desculpas pelo ocorrido. As medalhas, então, foram corrigidas com o auxílio de um laser.

## Transmissão
- TV Esporte Interativo[13] e ESPN Brasil[14]
- Señal Colombia
- , , , , , , , , ,  Star Sports and Fox Sports Plus HD
- VTV
- NHK
- Fox Sports (Australia)
- ESPN

## Quadro de Medalhas
País sede destacado.
| Ordem | País           | Medalha de ouro | Medalha de prata | Medalha de bronze |     |
| ----- | -------------- | --------------- | ---------------- | ----------------- | --- |
| 1     | Itália         | 18              | 13               | 18                | 49  |
| 2     | Rússia         | 17              | 23               | 13                | 53  |
| 3     | França         | 16              | 11               | 13                | 40  |
| 4     | Alemanha       | 15              | 7                | 8                 | 30  |
| 5     | China          | 14              | 6                | 2                 | 22  |
| 6     | Estados Unidos | 11              | 4                | 4                 | 19  |
| 7     | Ucrânia        | 9               | 10               | 9                 | 28  |
| 8     | Colômbia       | 8               | 13               | 10                | 31  |
| 9     | Reino Unido    | 6               | 6                | 3                 | 15  |
| 10    | Taipé Chinesa  | 5               | 5                | 8                 | 18  |
| 11    | Brasil         | 5               | 3                | 1                 | 9   |
| 12    | Japão          | 5               | 1                | 4                 | 10  |
| 13    | Suíça          | 4               | 4                | 0                 | 8   |
| 14    | Dinamarca      | 3               | 2                | 2                 | 7   |
| 15    | Suécia         | 3               | 1                | 5                 | 9   |
| 16    | Bielorrússia   | 3               | 1                | 3                 | 7   |
| 16    | México         | 3               | 1                | 3                 | 7   |
| 18    | Países Baixos  | 2               | 6                | 5                 | 13  |
| 19    | Bélgica        | 2               | 4                | 4                 | 10  |
| 20    | Espanha        | 2               | 4                | 2                 | 8   |
| 21    | Chile          | 2               | 3                | 0                 | 5   |
| 21    | Polónia        | 2               | 3                | 0                 | 5   |
| 21    | Roménia        | 2               | 3                | 0                 | 5   |
| 24    | Eslovênia      | 2               | 1                | 0                 | 3   |
| 25    | Finlândia      | 2               | 0                | 0                 | 2   |
| 26    | Coreia do Sul  | 1               | 2                | 6                 | 9   |
| 27    | Áustria        | 1               | 2                | 3                 | 9   |
| 28    | Hungria        | 1               | 2                | 0                 | 3   |
| 28    | Nova Zelândia  | 1               | 2                | 0                 | 3   |
| 30    | Croácia        | 1               | 1                | 2                 | 4   |
| 30    | Venezuela      | 1               | 1                | 2                 | 4   |
| 32    | Vietname       | 1               | 1                | 0                 | 2   |
| 33    | África do Sul  | 1               | 0                | 3                 | 4   |
| 34    | Azerbaijão     | 1               | 0                | 1                 | 2   |
| 34    | Lituânia       | 1               | 0                | 1                 | 2   |
| 34    | Mongólia       | 1               | 0                | 1                 | 2   |
| 37    | Índia          | 1               | 0                | 0                 | 1   |
| 37    | Malásia        | 1               | 0                | 0                 | 1   |
| 37    | Moldávia       | 1               | 0                | 0                 | 1   |
| 37    | Turquia        | 1               | 0                | 0                 | 1   |
| 41    | Canadá         | 0               | 3                | 6                 | 9   |
| 42    | Noruega        | 0               | 3                | 4                 | 7   |
| 43    | Argentina      | 0               | 3                | 2                 | 5   |
| 43    | Egito          | 0               | 3                | 2                 | 5   |
| 43    | Tailândia      | 0               | 3                | 2                 | 5   |
| 46    | Chéquia        | 0               | 2                | 1                 | 3   |
| 47    | Austrália      | 0               | 1                | 3                 | 4   |
| 48    | Equador        | 0               | 1                | 2                 | 3   |
| 48    | Portugal       | 0               | 1                | 2                 | 3   |
| 50    | Grécia         | 0               | 1                | 1                 | 2   |
| 50    | Irão           | 0               | 1                | 1                 | 2   |
| 52    | Luxemburgo     | 0               | 1                | 0                 | 1   |
| 53    | El Salvador    | 0               | 0                | 1                 | 1   |
| 53    | Irlanda        | 0               | 0                | 1                 | 1   |
| 53    | Israel         | 0               | 0                | 1                 | 1   |
| 53    | Marrocos       | 0               | 0                | 1                 | 1   |
| 53    | Peru           | 0               | 0                | 1                 | 1   |
| 53    | Filipinas      | 0               | 0                | 1                 | 1   |
| 53    | Sérvia         | 0               | 0                | 1                 | 1   |
| Total | Total          | 176             | 169              | 169               | 514 |

### Esportes de Demonstração
País sede destacado.
| Ordem | País           | Medalha de ouro | Medalha de prata | Medalha de bronze |    |
| ----- | -------------- | --------------- | ---------------- | ----------------- | -- |
| 1     | Hungria        | 5               | 2                | 0                 | 7  |
| 2     | China          | 5               | 1                | 1                 | 7  |
| 3     | Irão           | 4               | 0                | 0                 | 4  |
| 4     | França         | 1               | 3                | 2                 | 6  |
| 5     | Vietname       | 1               | 2                | 0                 | 3  |
| 6     | Alemanha       | 1               | 0                | 2                 | 3  |
| 7     | Japão          | 1               | 0                | 1                 | 2  |
| 7     | Estados Unidos | 1               | 0                | 1                 | 2  |
| 7     | Colômbia       | 1               | 0                | 1                 | 2  |
| 10    | Bélgica        | 1               | 0                | 0                 | 1  |
| 10    | Cuba           | 1               | 0                | 0                 | 1  |
| 10    | Hong Kong      | 1               | 0                | 0                 | 1  |
| 10    | Indonésia      | 1               | 0                | 0                 | 1  |
| 14    | Malásia        | 0               | 2                | 2                 | 4  |
| 15    | Rússia         | 0               | 2                | 0                 | 2  |
| 16    | Itália         | 0               | 1                | 1                 | 2  |
| 16    | Portugal       | 0               | 1                | 1                 | 2  |
| 16    | Turquia        | 0               | 1                | 1                 | 2  |
| 16    | Ucrânia        | 0               | 1                | 1                 | 2  |
| 16    | Brasil         | 0               | 1                | 1                 | 2  |
| 21    | Canadá         | 0               | 1                | 0                 | 1  |
| 21    | Chile          | 0               | 1                | 0                 | 1  |
| 21    | Chéquia        | 0               | 1                | 0                 | 1  |
| 21    | Espanha        | 0               | 1                | 0                 | 1  |
| 21    | Índia          | 0               | 1                | 0                 | 1  |
| 21    | Venezuela      | 0               | 1                | 0                 | 1  |
| 27    | Argentina      | 0               | 0                | 1                 | 1  |
| 27    | México         | 0               | 0                | 1                 | 1  |
| 27    | Países Baixos  | 0               | 0                | 1                 | 1  |
| 27    | Polónia        | 0               | 0                | 1                 | 1  |
| Total | Total          | 23              | 23               | 18                | 64 |